# 茜色の境界線
『茜色の境界線』（あかねいろのきょうかいせん）は、2017年6月30日にALcotハニカムより発売された18禁美少女アドベンチャーゲーム。

## あらすじ
海沿いに広がる観光都市『神部市』。この街では最近神隠しのような事件が相次いでいた。ある夜、全てを喰らう存在である“タタリ”を討伐する日々を送る妖狐の巴と、両親を亡くして一人暮らしをしている夢前柊が出会い、大切な人と生まれ育った街を守るために柊もタタリとの戦いに参加する。

## 登場人物
登場人物の名字には兵庫県の地名や、施設名などが付けられている。
夢前 柊（ゆめさき しゅう）
主人公。 部活（剣道部）を引退して進路選択に悩みつつ学園に通う3年生。両親を多臓器不全で失っており、実家で一人暮らししている。霞の想いに気づいてはいるものの、まだ受け止める自信がない。姫路市に名字と同名の地名（夢前町）がある。
巴（ともえ）
声 - 榊原ゆい
身長：165cm（ロリ時：145cm）バスト：Fカップ（ロリ時：Bカップ）
400年以上生きているらしい妖狐で、巫女装束姿で路上で倒れていた所を柊に拾われる。妖力を消耗すると、自身の存在を維持できるように妖力を節約するために少女の姿になる（本人曰く「省エネスタイル）。性格は横柄でかなりワガママ。
世間知らずなところがあり、初めて食べた冷凍食品の味にいたく感動していた。肉料理が好物。かなりの大食らいで、にしみや珈琲店のケーキを食い尽くしかけた挙げ句、ホールケーキを丸ごと食べようとしていた。神部市で近年頻発する神隠し事件の犯人を倒すために来たらしい。自称正義の味方。趣味は主人公を弄ること。妖狐なだけあってか狐耳を自在に出し入れできる。
学園の周辺にいる『タタリ』を倒すために主人公と同じクラスに入ることになる（ただし授業はあまり真面目に聴いておらず、もっぱら居眠りしていた）。学園ではクラスメートや教師たちを化かして、さも以前から通ったいたかのように見せかけている。
尼崎 霞（あまがさき かすみ）
声 - あじ秋刀魚
身長：140cm バスト：Aカップ
祓い屋としての腕は一流の半人半妖のハーフ。この世のものでない異質の存在である妖は直ちに祓わなければならないと考えている。主人公の護衛と学園やその近辺に悪い妖が集まっていることの原因調査と要因の排除のため、主人公のクラスに編入生（転校生）として来る。見た目はかなり小さいが一応主人公たちと同年代。家事が得意。主人公に恩義を感じており、主人公を甘やかしたがる。薊の喫茶店はアルバイト先でもある。
姫路 紫苑（ひめじ しおん）
声 - 御苑生メイ
身長：155cm バスト：Gカップ
柊に恋する後輩。「にしみや珈琲店」でウェイトレスのアルバイトをしている。志望校は主人公と同じ大学にするつもりらしい。いつか主人公に告白されるべく自分磨きに余念がない。趣味はショッピングと自分磨き。
西宮 薊（にしのみや あざみ）
声 - 永瀬蜜柑
身長：170cm バスト：Fカップ
珈琲チェーン店「にしみや珈琲店」のオーナー。霞の上司にして保護者でもある。かなりやり手のキャリアウーマンだが酷く酒癖が悪く、はしゃいだ後で悔やむタイプ。好きなものは酒だが嫌いなものも酒（一周廻って好き）。
ごく普通の人間だが、妖力を使うことが出来る。店の経営のかたわら祓い屋をしている（実働ではなく主に指令役）。
御影 榊（みかげ さかき）
声 - 機知通
身長：175cm
喫茶店「Kroyer」のオーナーで主人公の良き相談相手。コーヒーにこだわりがあるらしく、客に受けることより自分が満足できるコーヒーを淹れることの方が重要。店には常連客以外はあまり来ない。商売熱心とは言えず、店に「OPEN」の札を出し忘れていることすらある。普段は客の応対は霞に任せて読書しているらしい。妖に対しては穏健派。
実は妖の存在を知る数少ない人物。
処女塚 茉梨花（おとめづか まつりか）
声 - 秋野花
身長160cm
バスト:Fカップ
主人公のクラスメートで親友。見た目は派手なギャルだが一応処女らしい。名前ネタで弄ると怒る。市内にある砂子（すなこ）神社で巫女のバイトをしているが、自分です給料が増えるように主人公にお詣りをさせるなど即物的。言うべきことははっきり言うタイプ。好きなものは少女漫画とファンシーグッズとぬいぐるみ。流行りものに敏感。
明石 蓮（あかし れん）
声 - 佃左泥
主人公のクラスメートにして悪友。黙っていればイケメンだが口を開くと小学生並み。よく教師の呼び出しを喰らう。
よく余計な地雷発言をしては茉梨花にどつかれる。誰とでも親しくなれるのが特技。
アルジャーノン
声 - 海原エレナ
身長30cm
「kroyer」に棲みついているネズミ。招き猫ならぬ招きネズミのような存在で、店のマスコットキャラクター。
妖の影響で言葉を話すことが出来る。
少し哲学めいたことをよく言っている。逃げ足の早さが自慢。見かけによらず美食家で、自分用に用意された食事以外は食べないというプライドを持つ。うんちくが好き。

## 用語
神部市（かんべ）
メインの舞台になる街。海に面した観光都市で、新旧と和洋が入り混じった街並み。海あり山あり、神社あり、ショッピングモールあり、商店街ありと一通りのものは揃っている。なぜか美人が多いことでも知られている。
ここ最近神隠し事件が相次いでおり、警察も表だっては動いていないものの、パトカーでの巡回を増やすなどしている。蓮曰く、十年前にも似たような事件が発生したが、その際には自然と収まったらしい。
妖（あやかし）
この世でない異界の住人たちの総称。妖怪や幽霊などを指す。榊曰く妖にも良いものと悪いものとがあり、例えば座敷童や招き猫などは良いものとされる。また霞によると、通常は夕方から活動を始めるものが多いが、その限りでない者もいるらしい。また、いわゆる学校の怪談も多くは妖が原因であり、嫉妬や恨みなどの人の持つ負の感情に引かれる者もいる。
妖力
本来この世の者でない異質な存在である妖たちが、現世に姿を留めるためのエネルギーのこと。
砂子神社
茉梨花のアルバイト先。神部市で最も大きい神社で恋愛成就のご利益があるパワースポットとしても知られるため、わざわざ遠方からやって来る参拝客も多く、茉梨花のようなアルバイトの巫女がいなければ売店が回らないほど。この神社で販売している南京錠を、神社のそぱにある坂道の柵につけると恋が叶うとされる。恋愛成就以外にも交通安全、安産祈願、学業成就と茉梨花曰く手当たり次第にお守りを作っているとの事。
タタリ
妖の中でも最も危険な存在。人間の認識とは異なり、何らかの因果で現れるのではなく、なんの理由もなく現れて害をもたらす。
これに喰われた者は死体も残さずこの世から消え失せ、魂は成仏もできず、永遠にこの世とあの世の狭間をさまよい続けることになる。また妖力を喰らうため、妖にとっても危険な存在でもある。神隠し事件の主犯。普通の人間には見ることも感じることもできない。
にしみや珈琲店
霞のバイト先。最近人気の店で「kroyer」とは対照的に多くの客で賑わっている。制服が可愛いらしいことでも知られる。
おかか
作中で広く普及している無料通話アプリ。